# Tankwa

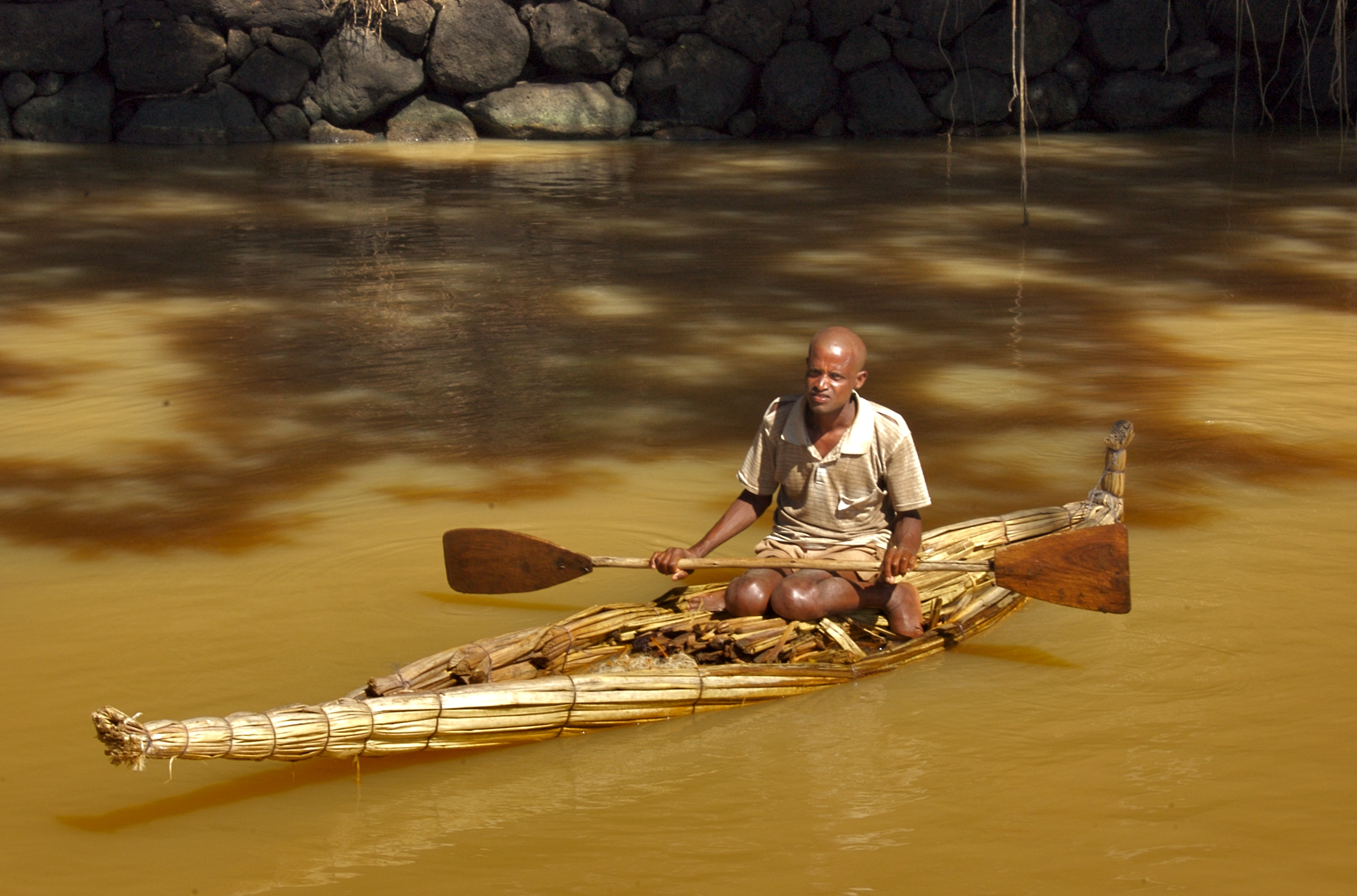
Pêcheur en tankwa sur le lac Tana

Les tankwas (ou tangwas) sont des types d'embarcations traditionnelles utilisés sur le lac Tana et sa région, en Éthiopie.
Ces pirogues typiques, spécialité du peuple Nagadés - les habitants des îles - deviennent rares à cause de la baisse des eaux du lac qui a entraîné une disparition massive du papyrus (Cyperus papyrus), plante de marais, dont elles sont faites.
Ces pirogues sont fabriquées à l'identique depuis plusieurs milliers d'années.